# Luis Batlle Ibáñez
Luis Batlle Ibáñez (* 19. Oktober 1930 in Montevideo, Uruguay; † 25. Mai 2016 in USA) war ein uruguayischer Pianist.
Er ist Sohn des uruguayischen Präsidenten Luis Batlle Berres und Matilde Ibáñez sowie Bruder des Präsidenten Jorge Batlle. Batlle Ibáñez, dessen erste Klavierlehrerin Victoria Schenini war, absolvierte seine Ausbildung am Conservatorio Kolischer in seiner Geburtsstadt, bei Yves Nat in Paris und Rudolf Serkin in den USA. 1947 erhielt er den Titel Klavierlehrer. Vier Jahre später gewann er den Preis der Fundación Chopin. Seit 1956 wirkte er regelmäßig beim von seinem Lehrer Rudolf Serkin gegründeten Marlboro-Festival in den USA mit. Auf Einladung nahm er 1974 am Internationalen Tschaikowski-Wettbewerb in Moskau, ebenso wie zwei Jahre später am Internationalen Bach-Wettbewerb in Washington, teil. Von 1964 bis 1978 war er Klavierlehrer am und Direktor des Conservatorio Kolischer. Nachdem er sich 1978 in den USA niederließ und nach wie vor jedoch jährlich nach Montevideo zurückkehrte, war er dauerhafter Pianist des Marlboro College in Vermont und Mitarbeiter der Longy School of Music in Boston.
Sowohl in Deutschland als auch in Uruguay erfolgten Plattenaufnahmen bei Telefunken. Auch bei den Plattenlabels Columbia und Marlboro Recording Society in den USA erschienen seine Werke. Batlle Ibáñez spielte als Solist sowie als Teil von Kammer- und Sinfonie-Orchestern in Lateinamerika, Europa, der Sowjetunion und Israel und trat in den USA auch mit dem Vermeer Quartett auf. Seine zahlreichen Solokonzerte in den USA absolvierte er beispielsweise in der New Yorker Carnegie Hall und im John F. Kennedy Center for the Performing Arts in Washington. 1999 erhielt er den The Walter Cerf Award for Lifetime Achievements in the Arts. Auch wurde ihm in Montevideo der Kritiker-Preis für seine Aufnahmen der Mozart- und Haydn-Sonaten verliehen.